# بیتونیت
بیتونیت  (به انگلیسی: Bytownite) با فرمول شیمیایی (CaNa)[Al 1-2 Si 3-2 O8] از مجموعه کانی هاست و در اطراف منطقه بایتون در کانادا کشف شده‌است. رنگ شعله را سبز رنگ می‌کند- نامحلول در اسیدها آمیزش‌های مختلف آلبیت تا آنورتیت. از نظر شکل بلور: منشوری کوتاه - پهن و کوتاه، رنگ: سیاه - خاکستری سیاه - آبی - مرواریدی - قرمز، شفافیت: شفاف - نیمه کدر، شکستگی: نامنظم، جلا: شیشه‌ای - صدفی، سیستم تبلور: تری کلینیک و در رده‌بندی سیلیکات است همچنین خاصیت مغناطیسی ندارد و منشأ تشکیل آن ماگمایی - متئوریتی است.
همایند کانی‌شناسی (پارانژ) آن سختی - چگالی - انحلال در اسیدها -اشعه X - خواص نوری - واکنش هایشیمیاییآمبلی گونیت - اسکاپولیت - ژهلنیت -میلیلیت - اورتوز - سانیدین -میکروکلین- مسکویت- بیوتیت- اورتوز- کوارتز است
، از نظر ژیزمان بلوری - آگرگات دانه‌ای - توده‌ای فراوان است و بیشتر در آلمان غربی، فرانسه، ایسلند و کانادا یافت می‌شود.